# Keuschheitsbewegung
Als Keuschheitsbewegung werden zusammenfassend Vertreter, Vereine und Kampagnen bezeichnet, die, oftmals religiös motiviert, sexuelle Abstinenz bzw. Keuschheit als Maßnahme gegen ungewollte Schwangerschaft, sexuell übertragbare Erkrankungen und emotionale Verletzungen propagieren. Insbesondere seit den 1990er Jahren in den USA ist diese Bewegung unter dem Motto No sex before marriage erfolgreich, wo sie bei der Zuwendung öffentlicher Mittel gegenüber anderen Verhütungskampagnen bevorzugt wird.

## Kritik
Auf Kritik stößt diese Bewegung dann, wenn sie andere Verhütungsmöglichkeiten ablehnt oder als unzuverlässig darstellt oder wenn keine umfassende sexuelle Aufklärung unter Einbezug dieser Mittel erfolgt.
Studien legen nahe, dass derartige Programme solchen, die die Verwendung von Verhütungsmitteln in den Mittelpunkt stellen, bei der Verhütung von Schwangerschaften und Infektionen nicht überlegen seien.
Gegner dieser Programme vertreten die Ansicht, dass die Jugendlichen dabei zu wenig Informationen über Empfängnisverhütung und sexuell übertragbare Krankheiten erhalten würden. Weitere Bedenken betreffen Drittweltländer und die AIDS-Prävention.

## Beispiele
- Wahre Liebe Wartet
- Purity Ring